# Medveje
 Medveje   (olaszul: Medea) falu Horvátországban, Isztria megyében. Közigazgatásilag Buzethez tartozik.

## Fekvése
Az Isztriai-félsziget északi részének közepén, Pazintól 15 km-re északra, községközpontjától 9 km-re délre fekszik.

## Története
1880-ban 65, 1910-ben 112 lakosa volt. Lakói főként mezőgazdaságból, valamint állattartásból éltek. 2011-ben 32 lakosa volt.

## Lakosság
| Lakosság változása | Lakosság változása | Lakosság változása | Lakosság változása | Lakosság változása | Lakosság változása | Lakosság változása | Lakosság változása | Lakosság változása | Lakosság változása | Lakosság változása | Lakosság változása | Lakosság változása | Lakosság változása | Lakosság változása | Lakosság változása |
| ------------------ | ------------------ | ------------------ | ------------------ | ------------------ | ------------------ | ------------------ | ------------------ | ------------------ | ------------------ | ------------------ | ------------------ | ------------------ | ------------------ | ------------------ | ------------------ |
| 1857               | 1869               | 1880               | 1890               | 1900               | 1910               | 1921               | 1931               | 1948               | 1953               | 1961               | 1971               | 1981               | 1991               | 2001               | 2011               |
| 0                  | 0                  | 65                 | 70                 | 100                | 112                | 0                  | 0                  | 79                 | 75                 | 58                 | 43                 | 40                 | 45                 | 32                 | 32                 |